# Carpophthoromyia tritea
Carpophthoromyia tritea är en tvåvingeart som först beskrevs av Walker 1849.  Carpophthoromyia tritea ingår i släktet Carpophthoromyia och familjen borrflugor. Inga underarter finns listade.